# Autophila myriospea
Autophila myriospea är en fjärilsart som beskrevs av Charles Boursin 1940. Autophila myriospea ingår i släktet Autophila och familjen nattflyn. Inga underarter finns listade i Catalogue of Life.